# Determinativ (Wortart)
Als Determinativ (auch Determinans (n., Pl. Determinantien), Determinierer, Determinator, Determinant (Pl. Determinanten), Determinante (f., Pl. Determinanten), Determinativum (n., Pl. Determinativa) oder Artikelwort (Pl. -wörter) genannt) wird in der jüngeren Linguistik (z. B. in der Generativen Grammatik) ein Wort bezeichnet, das Substantive begleitet. Die Aufgabe eines Determinativs ist es dabei, näher einzugrenzen, auf welche Individuen sich das begleitete Nomen bezieht. Dieses Phänomen nennt man Determination.

## Begriffsgeschichte
Determinative werden im Französischen als déterminant (m., Pl. déterminants) und im Englischen als determiner (Pl. determiners) oder (seltener) als determinative (Pl. determinatives) bezeichnet.
Das englische Wort determiner, das auf lateinisch determinare ‚bestimmen‘ zurückgeht, entstand im 16. Jahrhundert und bezeichnet im Allgemeinen „eine Person oder Sache, die etwas bestimmt“. Die linguistische Bedeutung von determiner wurde erst 1933 von Leonard Bloomfield geprägt.

## Definition
Im Deutschen wird ein Substantiv meist von einem Determinativ begleitet. Folgender Satz ist zum Beispiel ohne Determinativ vor dem Substantiv (hier: Känguru) ungrammatikalisch (und wird darum mit Asterisk * markiert):
```
*„Dort drüben steht _ Känguru.“
```

Das Determinativ macht das beim Substantiv nicht immer offen gekennzeichnete Genus sichtbar und dient entsprechend auch als Flexionsmarkierung in der Nominalgruppe (hier das Känguru).
In der Regel kann immer nur ein Determinativ in einer Nominalphrase vorkommen:
```
*„Das dieses Känguru bewegt sich frei durch die Stadt.“
```

## Arten von Determinatoren
Determinatoren dienen dazu, ein Substantiv (als Beispiel diene hier Känguru) in Bezug zur Klasse seiner Referenten zu setzen. Diese Klasse beinhaltet alle möglichen sprachlichen Objekte, auf die das Wort Känguru referieren kann (also zum Beispiel alle Kängurus des Planeten Erde, alle Kängurus in Texten oder auf Bildern usw.).
Zu den Determinatoren gehören folgende Unterklassen:

### Artikel
Primär wird unter Determinativen der Artikel verstanden, der in zwei paradigmatischen Kategorien auftritt:
- der unbestimmte (auch indefinit genannte) Artikel zur Referenz auf ein unbestimmtes Exemplar einer Klasse:

```
„Hast du schon mal ein Känguru gesehen?“
```

Eine besondere Form des indefiniten Artikels ist der Nullartikel als Begleiter von Nomina, die etwas Unzählbares bezeichnen:
```
„Hast du schon mal Känguru gegessen?“
```

- der bestimmte (auch definit genannte) Artikel zur Referenz auf ein bereits bekanntes, erwähntes, eindeutig identifiziertes oder eindeutig identifizierbares (der, die, das) Exemplar einer Klasse:

```
„Hast du das Känguru gesehen?“
```

Der bestimmte Artikel schafft auch generische Referenz, also Referenz auf alle Exemplare einer Klasse:
```
„Das Känguru ist ein Symbol für Australien.“
```

### Sekundäre Determinativa
Die hier aufgeführten Determinativa werden unter anderem in Schulgrammatiken häufig adjektivische Pronomina genannt und als Pronomina angesehen.

#### Demonstrativa
Demonstrativa, auch Demonstrativpronomina genannt, sind Determinatoren, die auf einen Referenten im Kontext verweisen:
- das Proximaldemonstrativum dies- für Nähe:

```
„Hast du 
dieses
 Känguru schon mal gesehen?“
```

- das (vor allem hoch- und schriftsprachlich verwendete) Distaldemonstrativum jen- für Ferne:

```
„Erinnerst du dich an 
jenes
 Känguru aus dem Zoo, das immer boxen will?“
```

#### Fragedeterminativa
Diese Determinativa werden nur in Fragesätzen verwendet. Hierher gehören:
- das Determinativ welch- zur Erfragung der Identität:

```
„Welches Känguru meinst du?“
```

- das Determinativ was für ein- zur Erfragung der Qualität (und teilweise auch der Identität):

```
„Was für ein Känguru meinst du?“
„Was für ein Känguru hätte Ihre Tochter denn gerne?“
```

- das Determinativ wie viel und seine Pluralform wie viele zur Erfragung von Quantität (im Singular) und von Anzahl (im Plural):

```
„Wie viel Känguru braucht man denn ungefähr für vier Personen?“
„Wie viele Kängurus leben in diesem Tierheim?“
```

- das Determinativ wessen zur Erfragung der Zugehörigkeit:

```
„Wessen Känguru mag das wohl gewesen sein?“
```

#### Possessiva
Possessivdeterminativa dienen zur Anzeige von Zugehörigkeit:
```
„Mein Känguru ist viel klüger als Ihr Delphin.“
```

Für alles Weitere siehe den Artikel zu Possessiven.

#### Quantifikative Determinativa
Hierher gehören Determinativa, die sich auf die kontextuelle Anzahl von Mitgliedern einer Klasse beziehen. Hierher gehören:
- das Determinativ kein- für die Anzahl Null:

```
„Hier ist kein Känguru vorbeigesprungen.“
```

- das Determinativ jede- für die Menge aller Mitglieder einer Klasse mit seiner Pluralform alle:

```
„Jedes Känguru ist für sich selbst verantwortlich.“
„Alle Kängurus sind Beuteltiere.“
```

- das Determinativ all- für die Gesamtmenge eines Stoffes (z. B. Fleisch):

```
„Wir haben alles Känguru aufgegessen.“
```

- die Determinative einige-, etliche- und mehrere, von denen nur die ersten beiden eine Singularform (für unzählbare Substantive) aufweisen:

```
„Ich habe schon etliche/einige/mehrere Kängurus selbst erlegt.“
„Dazu braucht es einigen/etlichen/*mehreren Mut.“
```

#### Abgrenzung von anderen Quantifikatoren
Die Quantifikatoren viel- und wenig- verhalten sich teils wie Determinatoren, teils wie Adjektive. Ihr grammatischer Status ist daher umstritten.
Einerseits können sie wie Determinatoren, also an Stelle des Artikels, gebraucht werden:
```
„Da sind aber viele Kängurus auf der Straße, und nur wenige Autos.“
„Das ist vielleicht wenig Känguru, aber ich habe dafür viel Geld ausgegeben.“
```

Jedoch können sie auch sie mit „echten“ Determinatoren in einer Nominalphrase koordiniert werden, und flektieren dann auch wie Adjektive:
```
„Siehst du die vielen Kängurus auf der Straße?“
„Das viele Känguru – wer soll das nur essen!“
```

Ähnlich verhalten sich die Quantifikatoren many 'viele' und few 'wenige' im Englischen:
```
There are many kangaroos on the road, but only few cars.
```

Auch sie können zum Beispiel mit dem bestimmten Artikel the in einer Nominalphrase koordiniert werden:
```
The many kangaroos / The few cars on this road make me freak out.
```

Anders verhält es sich mit der Singularform much 'viel' und little 'wenig', die nicht mit Artikel koordiniert werden können:
```
This is little kangaroo (meat), but I have spent much money for it.
```

Zwar ist little auch als Adjektiv gebräuchlich, allerdings nicht in der Bedeutung 'wenig', sondern 'klein'.

## Flexion von Determinativen
Determinative kennen kein einheitliches Flexionsmuster, sondern lassen sich in drei verschiedene Flexionsklassen einteilen:
- Typ I ist indeklinabel; hierher gehören nur wenige Determinative, zum Beispiel der Quantifikator etwas.
- Typ II flektiert ähnliche wie starke Adjektivformen. Beispiele hierfür sind dies-, manch-, solch-, welch- und auch der bestimmte Artikel der/die/das.
- Typ III flektiert wie Typ II, jedoch mit endungslosem Nominativ Singular des Maskulinums. Beispiele hierfür sind ein-, kein- und die Possessiva (mein, dein etc.). Auch manch-, solch- und welch- flektieren gelegentlich nach diesem Typ.

Ein Determinativ kongruiert in seiner Genus-, Kasus- und Numerusflexion stets mit dem Substantiv, das es begleitet.

## Zusammenspiel mit der Form des Adjektivs
Im Deutschen beeinflussen Determinative die Flexionsform des Adjektivs; dieses Phänomen nennt man auch Stärkeflexion des Adjektivs.
Es lassen sich dabei drei Typen unterscheiden:
- Typ I: löst starke Adjektivformen aus – Beispiel: etwas frisches Geld
- Typ II: löst schwache Adjektivformen aus – Beispiele: das frische Geld, dieses junge Känguru, diese jungen Kängurus
- Typ III: gemischte Adjektivformen – Beispiele: mein junges Känguru, meine jungen Kängurus